# Provinca La Altagracia
La Altagracia (španska izgovarjava: [la altaˈɣɾasja]) je najvzhodnejša provinca Dominikanske republike. Ob vzhodni obali province se nahaja zaliv   Punta Cana.

## Zgodovina
Provinca je včasih bila del stare province La Altagracia, ki se je 27. februarja 1961 razdelila na današnjo La Altagracio in provinco La Romana.
Samo ime »La Altagracia« izvira iz slike, Naša devica iz La Altagracie, ki je na to območje iz Španije prišla v zgodnjem 16. stoletju. Sliki pripisujejo številne čudeže.

## Občine in občinski okraji
Provinca je bila 20. junija 2006 razdeljena na naslednje občine in občinske okraje (D.M.-je):
- Higüey
  - Las Lagunas de Nisibon (M.D.)
  - La Otra Banda (M.D.)
  - Verón-Punta Cana (M.D.)
- San Rafael del Yuma
  - Boca de Yuma (M.D.)
  - Bayahibe (M.D.)

Spodnja tabela prikazuje števila prebivalstev občin in občinskih okrajev iz popisa prebivalstva leta 2012. Mestno prebivalstvo vključuje prebivalce sedežev občin/občinskih okrajev, podeželsko prebivalstvo pa prebivalce okrožij (Secciones) in sosesk (Parajes) zunaj okrožij.
| Občina                 | Skupno  | Mestno prebivalstvo | Podeželsko prebivalstvo |
| ---------------------- | ------- | ------------------- | ----------------------- |
| Higüey                 | 234,889 | 205,561             | 29,328                  |
| San Rafael del Yuma    | 100,788 | 28,951              | 71,837                  |
| Provinca La Altagracia | 335,677 | 234,512             | 101,165                 |

Za celoten seznam občin in občinskih okrajev države, glej Seznam občin Dominikanske republike.  